# Mariano Coronado
Mariano Coronado (Guadalajara, Jalisco, 16 de julio de 1852 - ibídem, 14 de febrero de 1927) fue un abogado, político, poeta, escritor y académico mexicano.

## Semblanza biográfica
Obtuvo su título de abogado hacia 1872, durante el tiempo que cursó la carrera, impartió clases en escuelas primarias. En 1875, se unió al grupo conocido como La Alianza Literaria, el cual sesionaba en la biblioteca pública de Jalisco. Un año más tarde, el grupo publicó la revista La Alianza Literaria para la cual colaboró Mariano Coronado, al igual que José López Portillo y Rojas, Luis Pérez Verdía, y Manuel Puga y Acal.
De 1883 a 1887 colaboró para el gobernador de Jalisco Francisco Tolentino, desempeñándose como secretario de Gobierno. Durante este tiempo realizó un análisis de las elecciones presidenciales de Estados Unidos, publicó un artículo al respecto en El Litigante en 1884. De 1885 a 1889 colaboró para la revista La República Literaria publicando crónicas, poemas, traducciones, ensayos y biografías noveladas. 
Impartió cátedra en la Escuela de Jurisprudencia de Guadalajara. En 1887, publicó el libro Elementos de derecho constitucional mexicano, el cual fue reeditado 1899 y 1906, la obra fue tomada como libro de texto para la carrera de Leyes. Realizó traducciones de Leopold von Sacher-Masoch, Ludwig Uhland, León Tolstói, y J. Glenwright. A partir de 1896 colaboró para la revista Flor de Lis, coincidió en esta ocasión con Enrique González Martínez, José López Portillo y Rojas, Enrique de Olavarría y Ferrari, Manuel Puga y Acal y Victoriano Salado Álvarez.
Fue diputado federal y senador en el Congreso de la Unión, poco después, fue diputado local en la Legislatura de Jalisco. Fue magistrado del Supremo Tribunal de Justicia del Estado de Jalisco. En 1924 —al iniciar la Rebelión delahuertista—, trabajaba en el Departamento de Educación Pública. Fue elegido miembro correspondiente de la Academia Mexicana de la Lengua. Murió el 14 de febrero de 1927 en su ciudad natal.